# محسن الأمين العاملي
محسن الأمين العاملي الحسيني (1284- 1371 هـ/ 1867- 1952 م) من علماء الشيعة، لبناني الأصل من شقرا من قرى جبل عامل، جنوب لبنان. تعدَّدت منجزاته في مجالات شتى، وألف العديد من الكتب، وانتقل إلى مدينة دمشق مرجعًا للشيعة فيها، وسكن في أحد أحيائها الذي حمل فيما بعد اسمه (حي الأمين). كان عضوًا في مجمع اللغة العربية بدمشق، أجرى عددًا من الإصلاحات ونهض فكريًّا بالشيعة في كتاباته المتنوعة ولا سيَّما سِفره (أعيان الشيعة)، واهتم بإنشاء المدارس العصرية ولا سيَّما المدرسة التي سُميت باسمه (المدرسة المحسنية)، كان له مشاركة فاعلة في الثورة السورية الكبرى، توفي في بيروت ودفن في ريف دمشق في مقام زينب بنت علي بن أبي طالب بعد حياة ملأى بالعطاء.

## نسبه وعشيرته
- نسبه: هو أبو محمد الباقر محسن ابن عبد الكريم ابن علي ابن محمد الأمين ابن أبي الحسن موسى ابن حيدر ابن أحمد ابن إبراهيم المنتهي نسبه إلى الحسين ذي الدمعة بن زيد الشهيد ابن الإمام علي زين العابدين ابن الإمام الحسين الشهيد ابن الإمام علي بن أبي طالب[بحاجة لمصدر] العلوي الفاطمي الهاشمي الحلي العاملي الشقرائي نزيل دمشق. لقب بالمجتهد الأكبر.
- أصل عشيرته: آل الأمين عشيرة أصلها في العراق من مدينة الحلة الفيحاء، كانت تعرف قبل ذلك بقشاقش أو قشاقيش. وهذا تصحيف للأقساسي نسبة إلى أقساس بن مالك قرية قرب الكوفة والأقساسيون طائفة كبيرة هم من ذرية جدنا الحسين ذي العبرة ينسبون إلى هذه القرية، ثم عرفت العشيرة باّل الأمين نسبة إلى محمد الأمين ابن ابي الحسن موسى فصار يقال لذريته آل الأمين.

## ولادته ونشأته
ولد محسن الأمين في لبنان – جبل عامل – عام 1284 هـ / 1867م، في قرية شقرا إحدى قرى قضاء بنت جبيل. ترعرع في كنف عائلة متدينة علمية صالحة تحفه رعاية والده عبد الكريم. وتحتضنه أمه ابنة محمد حسين فلحة الميسي. كان لابويه الفضل الأكبر في تربيته وتفريغه لطلب العلم وحثه على ذلك ومراقبته في سن الطفولة. توفي والده سنة 1315 هـ في النجف الاشرف ودفن فيها، اما والدته وهي ابنة محمد حسين فلحة الميسي فقد توفيت في حدود سنة 1300 هـ.

## دراسته
درس مبادئ القراءة والكتابة والمقدمات للحوزة العلمية في لبنان. عندما بلع الخامسة أو السادسة من عمره، قامت أمه بتعليمه القرآن الكريم، ثم أتقن الخط العربي بمدة وجيزة من بعض شيوخ العائلة. بعد تعلمه القرآن الكريم والكتابة شرع في تعليم علم النحو فابتدأ بحفظ الاجرومية وإعرابها وأمثلتها فكان يحفظ الدرس والدرسين على الغيب ويتلوها غيباً لتبقى ثابتة في فكره. ثم بعد الاجرومية بدأ بقراءة قطر الندى لابن هشام وشرح التفتازاني في التصريف، على يد محمد حسين الأمين. بعد إكمال قراءة كتب اللغة والنحو، أنتقل إلى بنت جبيل للدراسة على يد الشيخ موسى شرارة بعد عودته من النجف في العراق وأقام في جبل عامل وأنشأ مدرسة لأهل العلم يدرّس فيها علوم العربية من نحو وصرف وبيان، وعلم المنطق، وعلمي الأصول والفقه. واستمر في الدراسة عند شرارة حتى توفي موسى شرارة ولم يكمّل الأمين بعد دراسته لمبحث الاستصحاب في كتاب المعالم في الأصول.

## أولاده
- حسن الأمين - رحالةً وأديباً ومؤرخاً (1908- 2002) to PDF Book - 17MB .
- هاشم الأمين
- عبد المطلب الأمين
- جعفر الأمين
- محمد باقر الأمين

## سفره إلى العراق
في سنة 1308 هـ 1885 م سافر السيد الأمين إلى العراق رغم ظروفه الصعبة واعتناءه بوالده الذي أقعده الزمن، حتى بلغ النجف محط العلماء والمراجع العظام. وشرع في الدراسة هناك، واستمر في النجف عشر سنوات ونصف السنة حتى عام 1319 هـ / 1901م بعد أن نال درجة الاجتهاد.

## أساتذته ومشايخه
- في جبل عامل:
  - محمد حسين ابن عبد اللّه، وهو ابن عمه وأول مشايخه، درس عنده النحو والصرف.
  - مهدي شمس الدين: قرأ عليه في مجدل سلم
  - جواد مرتضى، درس عنده القطر والالفية وشيئا من المغني.
  - نجيب الدين فضل الله العاملي العينائي، حيث قرأ عنده المنطق والأصول.
  - موسى شرارة قرأ عليه في بنت جبيل.
- في النجف:
  - علي بن محمود، وهو ابن عمه، قرا عليه شرح اللمعة.
  - محمد باقر النجم آبادي، قرا عليه القوانين والرسائل.
  - فتح الله الاصفهاني المعروف بشيخ الشريعة، قرا عليه أكثر الرسائل في مرحلة السطوح.
  - كاظم الخراساني صاحب الكفاية في الأصول وحاشية الرسائل، قرا عليه دورة الأصول خارجا.
  - آقا رضا الهمذاني صاحب مصباح الفقيه، قرا عليه في الفقه خارجا في كتابه مصباح الفقيه. واعطاه إجازة بالاجتهاد المطلق.
  - محمد طه نجف، قرا عليه في الفقه خارجا. واعطاه اجازة بالاجتهاد المطلق.
  - احمد الكربلائي.
  - وأجازه بالاجتهاد المطلق محمد آل بحر العلوم الطبطبائي.[ما هي؟]

- - واجازه بالاجتهاد المطلق محمد بن هاشم الموسوي الرضوي الهندي.[ما هي؟]

- - وممن اجازوه بالاجتهاد المطلق عبد الله المازندراني[ما هي؟]

- - حضر دروس الاخلاق عند حسين قلي الهمذاني مدة قليلة.

## تلامذته
عديدون، منهم:
- العلامة الشيخ علي الجمال /1887-1984/.
- الشيخ محمد علي صندوق /1900-1984/.
- الشيخ عباس قاسم شرف /1912-1993/.
- السيد حسن بن السيد محمود الامين (ابن عمه).
- السيد محمد مهدي السيد حسن آل إبراهيم العاملي.
- الشيخ منير عسيران.
- السيد امين بن السيد علي أحمد العاملي.
- الشيخ علي بن الشيخ محمد مروة العاملي الحداثي.
- الشيخ عبد اللطيف شبلي العاملي.
- أديب النقي الدمشقي.
- الشيخ مصطفى خليل الصوري.
- الشيخ خليل الصوري.
- الشيخ علي الصوري.
- وغيرهم.

## العلماء المعاصرون له في النجف
قال خلال ذكره هؤلاء الاعاظم:
- فمن العجم:
  - الشيخ ملا كاظم الخراساني
  - الشيخ آقا رضا الهمداني.
  - السيد كاظم اليزدي
  - الميرزا حبيب الله الرشتي
  - الميرزا حسن بن الميرزا خليل الطهراني.
- من الترك:
  - الشيخ حسن المامقاني
  - الملا محمد الشهرابياني
- ومن العرب:
  - الشيخ محمد طه نجف النجفي
  - الشيخ حسين مغنية
  - الشيخ علي رفيش
  - السيد محمد محمد تقي الطباطبائي آل بحر العلوم
  - الشيخ عباس الشيخ علي... وغيرهم. وكلهم مدرسون، وغيرهم كثيرون يعسر احصاؤهم.

## السيد محسن الأمين المرجع
مارس العلاّمة الأمين دوره المرجعي من منطق إسلامي منفتح كما هو عليه الإسلام دونما تحجر أو تعصب أعمى، فكل تحركاته الإصلاحية الكبرى كانت من هذا المبعث، ولما شجع انتساب البنات إلى المدارس واسس المدرسة اليوسفية للإناث في مجتمع لا يرى من البنت الا زوجة ومكانها البيت ليس إلا حضره قول الرسول صلى الله عليه وآله وسلم «طلب العلم فريضة على كل مسلم ومسلمة»، بالنسبة له كان امرا طبيعيا وعاديا ان يدخل منهاجا عصريا يتناسب مع ذاك العصر وان كان مستهجنا في أسلوب التعليم يوم انشأ المدرسة العلوية ومن ثم المحسنية لما ضاق الطلاب بالمدرسة العلوية حيث كان من المتعارف ان يذهب الأولاد إلى الكتاب أو الشيخ وجل متا يتعلمونه ويحفظونه القرآن الكريم، ويكتفون به دون الثقافات الأخرى غير انه لما ادخل الدراسة العصرية وجمع ما بين الديني بأسلوب جديد والعلمي اتاح الفرصة امام الكثيرين من الأولاد ان يتابعوا فيما بعد تحصيلهم العلمي الجامعي وان يتبوأو المناصب العليا متسلحين بالعلم.
ومن سمات العلامة الأمين أنه كان الموسوعي في ثقافته ومعارفه، فتميز منهجه بالعفوية والبساطة، كما في كتابه «معادن الجواهر»، وبالشمولية من خلال موسوعته «أعيان الشيعة».
اعتمد السيد الأمين في حياته نهجاً انفتاحياً، فكرّس حياته للناس كلهم، بعيداً عن مواقعهم وانتماءاتهم، فاستطاع بذلك أن ينفذ إلى وجدان الناس وقلوبهم، فكان مثالاً يحتذى في مقارعة الاحتلال وتوجيه مسار حركة الأمة ضده، ما جعل له مكانة مميزة في صفوف الحركة الوطنية في سوريا ولبنان، حيث أعلن من بيته بالذات الإضراب لمدة ستة أشهر كاملة في وجه الانتداب الفرنسي.
بالرغم من موقفه الحاسم من الاحتلال وإدراكه لمدى خطورته على بلداننا، فإنه كان ينظر بعين الموضوعية إلى الآخر المعادي أو المختلف معه، فلم ينكر إيجابياته، حيث رأى ـ كما نقل عنه ـ أن سرّ نجاح هؤلاء الساكسون إنما يعود إلى «أنهم أخذوا عن الإسلام ثلاث فضائل هي قوام ما بلغوا من قوة ومنعة، وهي التفكير العميق، والعزم المصمم، والثبات الدائم، فهم يفكرون ملياً، ثم يعزمون أكيداً، وما إن يجنحوا إلى العمل حتى يثبتوا ثباتهم العجيب إلى أن يفوزوا بالغايات والمطالب».

## رائد الوحدة
كان محسن الأمين رائد الوحدة، فلم تثنه الإغراءات والعطاءات الفرنسية عن هدفه، فكانت كلمته في جميع مواقفه منطلقة من «إنّما المؤمنون أخوة»، وكان داعية حوار بين المسلمين، ولكن بشرط الانفتاح على أطروحة الآخر ودراستها من مصادرها الأصلية، بعيداً عن كل الخرافات والكذب والتزوير، وإذا ما حصل الخلاف فالقرآن هو الحكم «فإن تنازعتم في شيء فردّوه إلى الله والرسول». في ضوء ذلك، نجد أن الأمين قد انطلق في منهجه الحواري والموضوعي بعيداً عن العصبية والميل إلى الهوى، محاولاً بذلك إعطاء الصورة الحقيقية عن التشيع، وهذا ما يتمثل بقوله: «إن الكثير مما نسبتموه إلينا لا يمثل حقيقة ما نحن فيه، ادرسوا ذلك ونحن مستعدون للحوار».
ان سكناه في حي الخراب أو محلة اليهود حي الأمين اليوم وهو الحي مع ما يجاوره من الأحياء هي في الواقع عبارة عن تجمع الاقليات الاثنية في الشام، فحارة اليهود إلى جنب حارة الشيعة إلى جانب حارت المسيحين على اختلاف تنوعم إلى جانب الاكثرية السنية من أهل الشام، هذا الاختلاط كان أحد عوامل بروز شخصيته المتميزة إذ مارس سماحة الإسلام وعفويته الحقة في التعامل مع الاخرين ممن يخالفونه في العقيدة بل تعامل من منطلق الاخوة في الإنسانية فشارك الجميع هموم الحياة والمسرات والافراح ودمج جماعته بمحيطهم على انه امر طبيعي دونما تلك النظرة الغبية إلى الامور وصير التباين عنصر غنى وثراءن وهكذا كان فحاز اعجاب واحترام الجميع وتقديرهم.

## موقفه من الاستعمار الفرنسي
ما أن وضعت الحرب العالمية الأولى أوزارها وأصبحت دمشق تحت الانتداب الفرنسي حتى بدأت معركته الأولى وجهاده الأكبر مع حكومات الاحتلال الفرنسي التي كانت تدعوه إلى قبول مبدأ الطائفية في سوريا وشق عصا المسلمين إلى شطرين مهددة تارة، وملوّحة بالمال والمناصب الرفيعة تارة أخرى.
وقف بقوّة إلى جانب علماء دمشق ضد قانون الطوائف الذي وضعه الانتداب الفرنسي، الذي حاول فيه التفريق بين السنة والشيعة، وأرسل مذكرة احتجاجية للمندوب الفرنسي يرفض هذا القانون بقوله: «بصفتي المرجع الروحي للمسلمين الشيعة في سوريا وفي لبنان، أحتجُّ على هذا القانون، وأحتج على هذه التفرقة بين المسلمين، لأننا أمة واحدة وعلى دين واحد، فلا نسمح لكم بأن تفرقوا بين السنة والشيعة، لأننا في قضايانا الإسلامية نمثل فريقاً واحداً»، ما اضطرّ السلطة الفرنسية إلى إلغاء هذا القانون.
لكن المحاولات الفرنسية الرامية إلى إيقاع الفتنة لم تتوقف، فحاولوا اجتذابه من طريق آخر، من خلال تأسيس مجلس ملّي للشيعة، عيّنوا فيه الأمين رئيساً لعلماء الشيعة في سوريا ولبنان، وجاءه المندوب الفرنسي بالكتاب، فرفض هذا العرض بقوله: «هذا أمر لا أخط فيه بقلم، ولا أنطق فيه بنعم، ولا أتحرك فيه»، وعندما عاتبه بعض الناس على رفضه هذا العرض، باعتبار أنه يشكل كياناً مستقلاً للشيعة ومجلساً ملياً خاصاً بهم، ردّ عليهم بقوله: «إنهم يريدون أن يكيدوا للإسلام والمسلمين بهذا النوع من التفريق في الموقع الرسمي بين السنّة والشيعة، نحن مسلمون ولنا ما للمسلمين كلهم، وعلينا ما عليهم كلهم».
وعندما عرض عليه راتب كبير من المال ودار للسكن وسيارة من قِبَل المندوب السامي، فلم تلن له قناة ولن يغري المال تلك النفس الكبيرة التي عرفت أن سرّ العظمة في العطاء لا في الأخذ، وكيف يستطيع المنصب الديني الكبير الذي لوّح به المفوّض السامي الفرنسي أن يثنيه عن هدفه الذي نشأ وترعرع عليه، فكانت كلمته في جميع مواقفه (إنما المؤمنون أخوة) إضافة إلى الاستنكار والرفض وكان ردّه حاسماً: "إنني موظف عند الخالق، ومن كان كذلك، لا يمكنه أن يكون موظفاً عند المفوّض السامي يأتمر بأمره ويتحرك بإشارته.

## السيد محسن الأمين الإنسان
استطاع السيد محسن الأمين أن يوازن في شخصيته بين خاصيتين أساسيتين هما: العاطفة الغامرة والحزم الحديدي. كان السيد حنوناً جداً على أبناءه، وفي الوقت عينه كان صارماً لا يساير إذا أخطؤا، وهذه السمة الأخيرة في شخصية السيد محسن الأمين كانت معروفة للكثيرين من مجايليه، فقد كانت من أبرز صفاته، فالجهار بالحق مهما أغضب الناس وكلمة الحق عنده يجب أن تقال. ومن الوقائع التي حدثت مع سماحته وتؤكد هذه المزية، أنه عندما سافر إلى العراق أيام الملك غازي، أرسل إليه الملك شخصاً لزيارته، وكان طبيعياً أن يرد سماحته الزيارة للملك، وقد طلب منه الملك أن ينصح الناس بالتخفيف من حدة الخلاف المذهبي، وبدلاً من مجاملة الملك والموافقة معه على هذا الكلام العام والمتفق عليه أجابه: أنا لا أكتب المواعظ، بل أطالب الحكم بأن ينصف الشيعة، فالشيعة ما داموا مغيبين ومظلومين فسيشعرون بالتمييز والتفرقة التي سببها سياسة الحكام.. وكانت إحدى أبرز مزايا السيد الإعراض عن الدنيا.

## السيد محسن الأمين في الشام
خرج من النجف أواخر جمادى الثانية 1319 هـ / 1901م على ظهور الدواب هو وزوجه وأولاده، وانتهى السفر بالسيد الأمين أخيراً في دمشق حيث كان مقصده من السفر. كل العلماء يدرسون في النجف ليعودوا إلى بلادهم، اما من يقيمون في النجف الاشرف فهم إيرانيون أو عراقيون، أما البقية فيعودون إلى بلادهم ليصبحوا مراجع هناك.. وفي بعض المناطق التي لا يوجد بها علماء مثل الشام، وعندما ذهب أهل الشام إلى مراجع النجف طالبين عالما يمكث بين ظهرانيهم يرص على امور دينهم اختاروا السيد محسن الأمين ليكون عندهم، فلم يكن ذهابه من تلقاء نفسه إلى الشام.

## أهم إنجازاته
هناك محطات بارزة في حياة السيد منها:
- إنشاء أول مدرسة على الطراز الحديث في العالم الإسلامي تجمع بين المناهج الرسمية والعلوم الدينية، المدرسة المحسنية، ومن طلابها من درس الطب والحقوق والاقتصاد في سوريا والخارج.
- المدرسة اليوسفية، بعد عامين من افتتاح مدرسة الذكور أنشأ مدرسة للإناث، وهذه سابقة أولى بالنسبة إلى رجل دين مسلم على مستوى العالم الإسلامي أيضاً.
  - هاتين المدرستين لا تزالا موجودتين حتى هذا التاريخ من نخبة المدارس الخاصة في الشام، تخرج منهما نخبة من الرجال والنساء. تدرس فيهما العلوم العصرية بكل تفرعاتها بالإضافة إلى الدين والشريعة الإسلامية السمحة واللغات الأجنبية، تطبيقاً لفهمه العميق لكلمة جدّه الإمام أمير المؤمنين الإمام علي بن أبي طالب (عليه السلام): «نشّـئوا أبناءكم على غير ما نشأتم، فإنهم مولودون لزمن غير زمانكم»
- إصلاح المنبر الحسيني من خلال كتابه مجالس العزاء وإرسال القراء إلى المناطق السورية واللبنانية وسواهما. وقد نوى سماحته إصلاح المنابر الحسينية وخطبائها في عاشوراء، وقد اتبع في ذلك منجهاً، وأول ما كتبه «المقتل» الذي يقرأ في اليوم العاشر من محرم، وكان قراء العزاء آنذاك يقرأون أموراً لا علاقة لها بالموضوع، فوضع كتاباً أسماه «المجالس الحسينية» ثم «المجالس السنية» واختار قصائد معينة جمعها في كتاب أسماه «الدر النضيد في مراثي السبط الشهيد»، ولاقت رواجا.
- قيادة الحركة الوطنية في سوريا.
- المدرسة العلوية
- تأليف موسوعة أعيان الشيعة.

وله أيضاً مواقفه السياسية ضد الظلم والعدوان والاستبداد، وضد الاستعمار الفرنسي في سورية ولبنان، والاستعمار البريطاني للعراق والحجاز، والاحتلال الإسرائيلي لفلسطين.

## السيد محسن الأمين التربوي
حضر السيد محسن الأمين إلى دمشق قادماً من النجف حوالى عام 1902 بعد مطالبة أهل الشام بعالم، وكانت الأمية آنذاك منتشرة بشكل كبير، فرأى سماحته أنه من الضروري إنشاء مدرسة لتعليم هؤلاء وجلّهم من الفقراء وأصحاب الدخل المحدود، وكان رأيه أنه لا يمكن حمل هؤلاء على تعليم أولادهم في المدرسة، إذ كان ذلك يتطلب منهم دفع أجور التعليم، وعليه يجب أن تكون المدرسة مجانية، مع إمكانية وجود عدد قليل من الطلاب القادرين على دفع تكاليف الدراسة.. كيف يمكن أن تكون المدرسة مجانية؟ هناك الحقوق الشرعية التي يجب أن تكون تحت تصرفه تحول إلى الانفاق على المدرسة، وكي يؤمن تكاليف معيشته انصرف إلى الكتابة، واعتمد في حياته على قلمه وكتبه، وكانت البداية لديه التأليف دون منهج معين، فالكتابة حسب الحاجة، والكتب صغيرة تباع بقروش قليلة.. ثم اتبع منهجاً واتخذ قراراً بأن لا يدخل في حياته من الحقوق الشرعية شيئاً. أما عن كيفية استقطاب الطلاب إلى المدرسة، فقد شكل سماحته لجنة مكونة من ثلاثة أشخاص، مهمتها البحث عن الأولاد في سن الدراسة وإقناع أهلهم بإرسالهم إلى المدرسة للدراسة مجاناً وتحمل كل مصاريفهم من كتب وأدوات كتابة، وبهذه الوسيلة استطاعت اللجنة إقناع الأهالي، وهكذا انطلقت المدرسة بأبناء الفقراء. كما أسس سماحته جمعية أطلق عليها اسم «جمعية الاهتمام بتعليم الفقراء والأيتام»، وعملها الأساسي جذب الطلاب إلى المدرسة، وفي الوقت ذاته كانت هناك مدارس أخرى، لكن طغى عليها الطابع التجاري، ولم يكن هناك من يضحي بالمال المخصص للتعليم. وقد كتب الشيخ محمد رضا الشبيبي عن سماحته: «لقد كافأه الله على ذلك فراجت كتبه رواجاً لا مثيل له»، وسبب رواجها سد حاجة الشيعة..

## الجامع بين هموم الناس والتدريس والكتابة
هذه من مآثره، كان سماحته لا يهدر وقته أبداً، فكان يجلس على الأرض ويأتيه الناس إما للاحتكام في خلاف أو للتباحث في شؤون الناس ومتابعة شؤون الجمعيات التي كان يشرف عليها، ومنها جمعية الإحسان وجمعية الاهتمام بالمدرسة. وكان عند حضور أي جماعة عنده يترك القلم للإصغاء لهم وإجابة طلباتهم، وعندما كان ينتهي من ذلك أو إذا كان القادم يريد الحديث للحديث، كان يمسك بالقلم والورقة ويواصل عمله.. وبات من المعروف أن سماحته لا يهدر وقته أبداً، والاستثناء الوحيد كان عند صلاة العصر حيث كان يخرج إلى المسجد ويقابل الفقراء ويجلس بعد ذلك في دكان الحاج بيضون أو على كرسي على باب الدكان حتى يحين موعد صلاة المغرب، وهذا الوقت كان يعتبر للاستجمام والراحة، وبهذا الأسلوب في الحياة استطاع إنتاج ما أنتجه.

## محسن الأمين الثائر والسياسي
عندما بدأت الثورة في تموز 1925 كان محسن في بلدته شقرا في جنوب لبنان، التي لم ينقطع عنها، وقد أرسلت قيادة الثورة وفداً مكوناً من شخصين أحدهما عبد الحميد اللحام للوقوف على رأيه وموقفه، وبعد اجتماع دام أكثر من أربع ساعات خرج الوفد حاملاً توصية إلى الثوار بالتأييد والدعم للثورة ودعوته الشيعة للوقوف إلى جانب الثورة والانخراط في فعالياتها، وقد استشهد ثلاثة من تلاميذه أثناء الثورة. 	عند اندلاع الثورة وشعور والدي بأن الحال ستطول، ولعدم قدرته على البقاء طويلاً بعيداً عن كتبه ومراجعته، فقد طلب أن تُنقل كل هذه الكتب من دمشق إلى شقرا، وكان له ما أراد بعد عدة شهور، وقد مكث حتى عام 1928 في شقرا ثم عاد بعدها إلى دمشق.
شكل مركزه وموقعه عامل حماية له، ولكن الزقاق الذي كنا نسكن فيه تعرض للقصف بالطائرات، وقد هدم البيت المجاور لبيته وكان ملكاً للحاج زاهد بيضون الذي استشهد أحد أفراد أسرته، ودمّر بيت آخر مجاور لبيته ملك علي جمّال، وقيل يومها ان هدف القصف كان منزل محسن الأمين، على اعتبار أن استهداف زقاق الشرفاء دون سواه لا يمكن تفسيره إلا باستهداف منزل الأمين، وقيل أيضاً ان الغارة استهدفت المكتبة.
بعد عودته مكث هناك حتى عام 1950 أي قبل وفاته بعامين.

## السيد محسن الأمين من قادة الثورة السورية
في تاريخ سوريا كانت هناك ثورتان: الأولى مسلحة والثانية بيضاء، وهي نوع من العصيان المدني، وكانت باقتراح منه وانطلقت من بيته بوجود رجال العلم، وكانت بدايتها مقاطعة لشركة الجر والتنوير الأجنبية كما أطلق عليها (الكهرباء والترام)، ولما لم تكن المقاطعة كما يجب، جمع سماحته قادة الفكر الوطني والحركة الوطنية وتدارسوا في موضوع هذه الشركة، واقترح سماحته بأن تكون المقاطعة شاملة لا أن تكون محصورة بشركة الكهرباء فقط، أي أن تتحول إلى حركة عصيان مدني تشمل سوريا كلها ويشمل ذلك إغلاق المحلات التجارية، واشترط لوقف العصيان تراجع السلطات الفرنسية عن الأحكام العرفية. وقد كتب عن هذا الموضوع كل من «جميل البارودي» و«منح الصلح» الذي نقل عن قريبه «عفيف الصلح» أحد أركان الكتلة الوطنية الذي شارك في اللقاء، وكانت خطة هذا العصيان أن تضرب دمشق مدة ثلاثة أيام ونجح الإضراب، وتوجه الرسل إلى بقية المحافظات وعاشت كلها إضراباً مدة خمسة وأربعين يوماً، وقد سمي هذا الإضراب بالأربعيني وبعضهم يسميه بالإضراب الخمسيني، وعندما أعلن الاستقلال عام 1943 وجرت الانتخابات النيابية الوطنية وانتخب فارس الخوري رئيساً للمجلس النيابي وشكري القوتلي لرئاسة الجمهورية، وعندما زار رئيس الحكومة والوزراء ورئيس المجلس النيابي رئيس الجمهورية، اقترح رئيس الحكومة أن يكون أول عمل لها زيارة السيد محسن الأمين وتهنئته بالاستقلال، وفعلاً ذهب رؤساء الجمهورية والمجلس النيابي والوزراء إلى بيت السيد محسن الأمين، وقد فوجئ الوفد بالبيت المتواضع الذي يسكنه السيد، وقال الرئيس شكري القوتلي مخاطباً السيد: لقد جئنا نهنئك بالاستقلال وأنت العامل الأول للاستقلال، وقررت الحكومة السورية تسمية المنطقة كلها باسم «حي الأمين» بدلاً من اسم «حي الخراب» الذي كان يُطلق على المنطقة.

## من مؤلفاته
له مؤلفات كثيرة تجاوزت المائة مؤلف موزعة في العقيدة والتاريخ والحديث والمنطق والأصول والفقه والنحو والصرف والشعر والأدب والقصة، كما أن له ردود مختلفة وكتب في الرحلات. وفيما يأتي بعض مؤلفاته:
1. رسالته العملية سماها الدر الثمين في أهم ما يجب معرفته على المسلمين
2. أبو تمام الطائي.
3. أبو فراس الحمداني.
4. أبو نواس
5. الاجرومية الجديدة.
6. احكام الاموات.
7. أحكام الدماء الثلاثة الحيض والاستحاضة والنفاس.
8. ارجوزة في النكاح.
9. إرشاد الجهال إلى مسائل الحرام والحلال
10. أساس الشريعة في الفقه الاستدلالي.
11. اصدق الأخبار في قصة الاخذ بالثار.
12. اقناع اللائم على اقامة المآتم.
13. آل أبي طالب (أربعة مجلدات)
14. الأمالي.
15. البحر الزاخر في شرح أحاديث الأئمة الأطهار.
16. البرهان على وجود صاحب الزمان.
17. تحفة الاحباب في آداب الطعام والشراب.
18. التقليد آفة العقول.
19. التنزيه لاعمال التشبيه.
20. جوابات المسائل الدمشقية.
21. جوابات المسائل الصافيتية.
22. جوابات المسائل العراقية.
23. حاشية الغرر والدرر.
24. حاشية القوانين.
25. حاشية المطول.
26. حاشية مفتاح الفلاح.
27. حذف الفضول عن علم الأصول.
28. الحصون المنيعة في رد ما كتبه صاحب المنار في حق‌الشيعة.
29. حق اليقين.
30. حواشي العروة الوثقى.
31. حواشي المعالم.
32. حواشي امالي المرتضى.
33. خطط جبل عامل.
34. الدر الثمين في أهم ما يجب معرفته على المسلمين.
35. الدر المنظم في مسألة تقليد الأعلم.
36. الدرة البهية في تطبيق الموازين الشرعية على العرفية.
37. درر العقود في حكم زوجة الغائب والمفقود.
38. الدرر المنتقاة لأجل المحفوظات (ستة أجزاء).
39. الدروس الدينية (تسعة أجزاء).
40. رحلات السيد محسن الأمين
41. الرحيق المختوم في المنثور والمنظوم.
42. رسالة الردود والنقود.
43. الروض الاريض في احكام تصرفات المريض.
44. سفينة الخائض في بحر الفرائض مختصر من كشف الغامض.
45. شرح التبصرة.
46. شرح ايساغوجي / في المنطق.
47. الصحيفة الخامسة السجادية.
48. صفوة الصفوة في علم النحو.
49. عجائب احكام أمير المؤمنين عليه السلام
50. عين اليقين في التاليف بين المسلمين.
51. قصة المولد النبوي.
52. القول السديد في الاجتهاد والتقليد.
53. كاشفة القناع عن احكام الرضاع.
54. كشف الارتياب في أتباع محمد بن عبد الوهاب.
55. كشف الغامض في أحكام الفرائض - جزئين.
56. لواعج الاشجان في مقتل الحسين (ع).
57. المجالس السنية في مناقب ومصائب العترة النبوية
58. معادن الجواهر - ثلاثة أجزاء.
59. المفاخرات
60. مفتاح الجنان في الادعية والزيارات - ثلاثة أجزاء.
61. مناسك الحج واعمال المدينة
62. المنيف في علم التصريف.
63. أعيان الشيعة.[3]
64. في رحاب أئمه أهل البيت
65. نقد الشيعة «الشيعة بين الحقائق والأوهام»
66. نقض الوشيعة: في الرد على كتاب الوشيعة لموسى جار الله.

وغيرها الكثير.

## وفاته
توفي محسن الأمين في منتصف ليلة الأحد 5 رجب 1371 هـ الموافق 30 مارس 1952 م في بيروت، ونقل جُثمانه إلى دمشق، ودُفن عند المدخل الرئيس لمقام السيدة زينب بنت علي بن أبي طالب في قرية راوية، أو ما يُعرف اليوم بالست (السيدة زينب)، إحدى ضواحي دمشق، إلى جانب أدواته وأقلامه.

## وصلات خارجية
- لا بيانات لهذه المقالة على ويكي بيانات تخص الفن

- السيد محسن الأمين - حياته وشعره - د. عاطف عواد
- كشكول السيد محسن الأمين - السيد محسن الأمين
- الأغراض الاجتماعية في نهج البلاغة - السيد محسن الأمين العاملي
- سيرة السيد محسن الأمين - تحقيق وشرح: هيثم الأمين وصابرينا ميرفان - دار رياض الريس للكتب والنشر - الطبعة الأولى فبراير 2000م
- المصلح السيد محسن الأمين في ذكراه الأربعين - كتاب يحوي أعمال الندوة التي أقامتها المستشارية الثقافية للجمهورية الإسلامية الإيرانية في دمشق - أبريل 1992م
- ترجمة السيد محسن الأمين في معجم البابطين
- السيد محسن الأمين في موقع بينات